# ВКонтакте
«ВКонта́кте» (международное название — VK) — российская социальная сеть со штаб-квартирой в Санкт-Петербурге. Запущена в 2006 году Павлом Дуровым.
«ВКонтакте» позволяет пользователям отправлять друг другу сообщения, редактировать эти сообщения, создавать собственные страницы и сообщества, обмениваться изображениями, аудио- и видеозаписями, переводить деньги, играть в браузерные игры. Также позиционирует себя платформой для продвижения бизнеса и решения повседневных задач с помощью мини-приложений.
Сайт доступен на 80 языках. Около 90 % трафика из России. В апреле 2022 ежедневная аудитория платформы в России составила 47,2 млн. Ежемесячная российская аудитория составила 73,4 млн. Каждый день ВКонтакте посещают 52 % российских интернет-пользователей. При этом ежемесячный охват рунета достигает 84 %. Общая месячная аудитория ВКонтакте во всех странах составляет 100 млн пользователей. По данным SimilarWeb от августа 2024 года, сайт «ВКонтакте» занимал 30 место по популярности в мире.
Штаб-квартира «ВКонтакте» расположена в историческом здании Санкт-Петербурга — Доме компании «Зингер», где занимает пять верхних этажей. Также офисы компании есть в здании универмага Au Pont Rouge («У Красного Моста») в Санкт-Петербурге, в башнях Skylight в Москве и образовательном центре «Сириус» в Сочи. С мая 2017 года «ВКонтакте» заблокирован на Украине, киевский офис закрыт в июне 2017 года.
Изначально «ВКонтакте» позиционировал себя в качестве социальной сети студентов и выпускников российских вузов, позднее стал называть себя «современным, быстрым и эстетичным способом общения в сети». В 2014 году Павел Дуров покинул компанию, она перешла в управление Mail.ru Group (ныне — VK).
В настоящее время социальная сеть находится в центре бизнес-экосистемы VK, которая объединяет различные интернет-проекты холдинга. C 2023 года компания управляется коллегиально, в её главе стоит группа из представителей топ-менеджмента.

## Основание и название
«ВКонтакте» был задуман в 2006 году. Павел Дуров вскоре после окончания филологического факультета Санкт-Петербургского государственного университета встретил в Петербурге своего бывшего однокурсника Вячеслава Мирилашвили. Дуров показал созданный им популярный студенческий форум Spbgu.ru, а Мирилашвили показал Дурову набирающий популярность Facebook, после чего друзья решили создать новую российскую социальную сеть. Дуров стал генеральным директором, оперативное управление осталось за третьим соучредителем — Львом Левиевым. Для развития сайта Павел Дуров привлёк своего старшего брата Николая, неоднократного победителя международных олимпиад по математике и программированию.
На выбор названия сети оказали влияние два фактора: во-первых, её создатель Павел Дуров переосмыслил фразу «В полном контакте с информацией», которая являлась джинглом радиостанции «Эхо Москвы»; во-вторых, среди вариантов названия искались те, которые не будут ассоциировать сайт с определёнными социальными категориями и классами. Для этого идеально подходило слово «контакт». В 2012 году Лев Левиев рассказал газете «Известия», что одним из вариантов названий на этапе стартапа был Studlist.ru. Однако позже этот вариант отпал, поскольку он обозначал лишь определённую аудиторию проекта.

## Основная статистика
- 100 миллионов пользователей в месяц
- 15 миллиардов сообщений в сутки
- 750 миллионов просмотров в сутки в VK Клипах[22]
- 10,3 миллиардов просмотров записей в сутки[22]
- 85 % пользователей от всей мобильной аудитории Рунета (на 2021 год)[23]
- 1,848 млрд долларов — стоимость компании на 2022 год[24].

## История

### 2006 год
С начала лета 2006 года функционировала альфа-версия проекта. С сентября началась стадия бета-тестирования. 1 октября 2006 года было зарегистрировано доменное имя vkontakte.ru (первоначально — на ООО «Гарантпей», затем — перерегистрировано на ООО «В Контакте»). Официальным днём основания считается 10 октября 2006 года (в этот день основателю сайта Павлу Дурову исполнилось 22 года), когда появились первые функции сайта. 22 ноября на форуме студентов СПбГУ — spbgu.ru, — владельцем которого тоже был Павел Дуров, было объявлено о запуске «закрытого приложения к … форуму». Проект на тот момент являлся закрытым: регистрация по-прежнему была доступна для всех без исключения студентов по приглашениям и при обязательном указании настоящих имени и фамилии.
В конце ноября была открыта свободная регистрация. Одновременно с этим была запущена рекламная кампания по привлечению новых пользователей. Наиболее активным промоутерам вручались призы — продукция Apple: iPod, iPod nano, iPod shuffle.

### 2007 год
В 2007 году «ВКонтакте» стремительно набирал популярность. Сообщалось, что с конца февраля по середину ноября число пользователей увеличилось со 100 тыс. до более чем 3 млн. Ссылаясь на статистику alexa.com, «ВКонтакте» заявлял, что последовательно обошёл по посещаемости соцсети «Одноклассники», китайский Renren и сравнялся с немецким StudiVZ. По итогам года среди всех сайтов России «ВКонтакте» лидировал по количеству просматриваемых страниц и объёму генерируемого трафика. По популярности занимал 2-е место в Рунете, а также лидирующие позиции в СНГ (4-е место в Казахстане, 7-е в Беларуси, 10-е — на Украине). Сайт занял второе место в народном голосовании премии Рунета, уступив развлекательному веб-сайту Bash.im.

### 2008 год
«ВКонтакте» запустил службу «Профессиональные контакты», специальное подразделение по поиску высокооплачиваемых сотрудников для финансовых, юридических и ИТ-компаний.
В феврале были запущены сервисы мнений и предложений, введена переработанная система рейтинга с валидацией голосов через SMS, а интерфейс сайта стал доступен на украинском языке. В то же время, по данным alexa.com, «ВКонтакте» стал самым популярным интернет-ресурсом в России, а в украинском сегменте интернета сайт уступал лишь Google и Mail.ru.
В марте было заявлено о работе над интернационализацией ресурса, запуске WAP-версии сайта и нового сервиса поиска по видео — ВКадре.ру, аккумулировавшего на момент открытия более 20 млн видеороликов.
1 апреля, в День смеха, появился «ностальгический» интерфейс «В Союзе»: рядом с новым названием появился серп и молот, а лексика была взята из времён СССР.
В начале апреля было объявлено, что сетью пользуются более 10 млн человек, просматривая ежедневно по 600 млн страниц. Тогда же были запущены сервисы «вопросы», а также «приложения», позволившие добавлять на сайт интерактивные флеш-программы. Чуть позже появились расширенные настройки приватности.
С июня по конец октября проводился конкурс среди разработчиков приложений на основе API «ВКонтакте» с вручением победителям, определяемым каждые две недели, телефона iPhone.
15 июля сайт заключил контракт с компанией «Медиа Плюс», которая занимается распространением баннерной рекламы на сайте.
Высокая популярность социальной сети привела к тому, что в середине сентября компания Яндекс добавила возможность получать уведомления с «ВКонтакте» через свой мессенджер «Я.Онлайн».
5 ноября объявлено о 20-миллионном участнике проекта и введении вики-разметки в новостях групп.
К началу декабря, по данным независимой статистики LiveInternet, сервис посещало большее число пользователей, чем соцсеть «Одноклассники».

### 2009 год
В январе на сайт «ВКонтакте» зашло 13,09 миллионов уникальных российских пользователей, больше, чем на «Одноклассники». В апреле на сайт «ВКонтакте» зашло 14,3 миллионов уникальных пользователей, а на «Одноклассники» — 7,8 миллионов, что почти в 2 раза меньше.
5 сентября «ВКонтакте» купил домен vk.com с целью дальнейшего продвижения на международном рынке. Сумма сделки не разглашалась.

### 2010 год
2 февраля на сайте был зарегистрирован 60-миллионный пользователь. В июле количество зарегистрированных пользователей превысило 75 миллионов, в конце августа — 86 миллионов, а 24 ноября — 100-миллионный пользователь.
17 апреля «ВКонтакте» запустил собственную платёжную систему.
21 июня была запущена возможность получения SMS-уведомлений о новых сообщениях и событиях во «ВКонтакте». Сервис был доступен абонентам МТС России, позже к ним добавились операторы «Билайн» и «МегаФон» в России и life:) (ныне — lifecell) на Украине. Сообщения приходят с номера 5605.
20 сентября было объявлено о запуске виджетов для комментариев, для сообществ и кнопки «Мне нравится», а также о возможности экспорта заметок в дневник LiveJournal.
Вечером 20 октября все страницы пользователей были переведены в режим микроблога без возможности выбора. У части пользователей это вызвало серьёзное возмущение, они требовали восстановить старый интерфейс.
30 декабря появилась страница, где можно посмотреть все фотоальбомы друзей. Также появилась возможность добавлять другие видеоролики с YouTube, Rutube и других видеохостингов в свой видеоальбом.
В 2010 году «ВКонтакте» открыла офис в доме «Зингера» в центре Санкт-Петербурга, где работало до 30 человек.

### 2011 год
19 января Управление «К» МВД России по обращению ООО «Фирма грамзаписи „Никитин“» возбудило уголовное дело по статье 146 Уголовного кодекса РФ «Нарушение авторских и смежных прав» в отношении 26-летнего жителя Москвы, который разместил на своей странице 18 аудиозаписей музыкальной группы, число скачиваний которых другими пользователями составило свыше 200 тысяч. По данным МВД, правообладатель понёс ущерб в виде недополученной выгоды в размере 108 тысяч рублей. Подозреваемому грозит до 6 лет лишения свободы. Имя артиста, из-за которого началось преследование в отношении пользователя социальной сети, не называется.
29 января в настройках страницы стало возможным просматривать историю заходов и, по желанию пользователя, завершить все сеансы.
11 февраля была улучшена безопасность в социальной сети: каждый раз, когда под аккаунтом пользователя пытаются неожиданно зайти из новой страны, попытка входа блокируется сообщением, в котором предлагается ввести последние цифры номера телефона, на который зарегистрирована страница.
12 февраля вступили в силу обещанные изменения приватности. Пользователи были лишены возможности ограничивать чтение записей на своей стене для конкретного круга лиц. Несмотря на жалобы пользователей, с 12 февраля все собственные записи являются общедоступными, в том числе для незарегистрированных в сети пользователей и для поисковых агрегаторов.
30 марта «ВКонтакте» запустила своё официальное приложение для iPhone. В этот же день обновился раздел «Мои приложения». Система показывает, кто из друзей установил то или иное приложение, какие приложения популярны среди друзей и т. д.
16 мая появилась возможность применять хештеги в своих записях, введя решётку и любую комбинацию латинских букв, например, #wikipedia. Такие сочетания становятся кликабельными и ведут на поиск по всем статусам.
15 июня вышел официальный клиент для телефонов на платформе Android.
14 июля «ВКонтакте» отказывается от платёжной системы. В этот же день Mail.ru Group увеличила долю во «В Контакте» до 39,99 %.
23 августа 2011 года была создана новая служба поддержки, где на вопросы пользователей стали отвечать специальные сотрудники — агенты поддержки. Особенностью поддержки ВКонтакте является то, что они отвечают даже на неформальные вопросы, напрямую не связанные с работой сайта.
13 октября стало возможно добавить пользователя в друзья по новой системе: были объединены разделы «Друзья» и «Подписчики». При нажатии кнопки «добавить в друзья» пользователь подписывается на новости интересующего его человека. Исчезла кнопка «Нет, не добавлять в друзья». Вместо неё появилась кнопка «Нет, оставить в подписчиках».

### 2012 год
17 января появилась альфа-версия сервиса «видеозвонки».
26 января сайт окончательно «переехал» на домен vk.com.
28 марта «ВКонтакте» открывает официальное представительство в Киеве.
27 октября пользователи сети получили возможность делиться фотоальбомами.
15 ноября сеть «ВКонтакте» начала тестирование своей рекламной сети для сторонних площадок и приложений.
23 ноября в социальной сети «ВКонтакте» появилась функция прикрепления к комментариям изображений, аудио, видеороликов и документов.
12 декабря появилась возможность просмотреть рекомендации к каждой отдельной песне.

### 2013 год
21 марта голливудский киноактёр Том Круз зарегистрировался в социальной сети. Об этом он оповестил в своём микроблоге на сайте Twitter.
23 апреля «ВКонтакте» зарегистрировался актёр телесериала «Клиника» Зак Брафф.
24 мая Роскомнадзор внёс домен vk.com и его IP-адрес в Единый реестр запрещённых сайтов, однако уже через несколько часов удалил его оттуда, обосновав ошибку человеческим фактором. Но некоторые СМИ сообщали, что блокировка сайта была осуществлена из-за фото обнажённой девочки в душе, размещённой в группе о детской моде.
12 июня около 50 тыс. пользователей стали жертвами нового компьютерного вируса. При попытке зайти на свою страницу они видели на своих мониторах сообщения о взломе аккаунта. Пытаясь восстановить доступ по инструкции мошенников, пользователи невольно давали хакерам доступ к личным данным.
14 июня «ВКонтакте» произошла «чистка» музыки в связи с принятием Госдумой антипиратского закона, позволяющего блокировать сайты, на которых размещены композиции без разрешения правообладателя. Это вызвало массу волнений российских пользователей в других социальных сетях. Даже российская певица Виктория Дайнеко удалила свою страницу «ВКонтакте», считая, что не имеет смысла вести её без музыки.
27 июня в Киеве правоохранительными органами были изъяты серверы предприятия «ДАТА-АЙИКС ЮЭЙ», которые предназначались для кэширования видео- и аудиоматериалов «ВКонтакте». Компьютерную технику изъяли в связи с расследованием факта умышленного уклонения от уплаты налогов служебными лицами предприятия «ЭВОС».
24 июля всем пользователям «ВКонтакте», использовавшим для связи протокол XMPP, пришло уведомление о том, что 31 августа 2013 года компания откажется от его использования. Этот факт вызвал некоторый резонанс среди пользователей, была даже создана петиция.
18 ноября на территории Италии был закрыт доступ к сайту в связи с нарушением авторских прав.

### 2014 год
В феврале 2014 года началась проверка экономической деятельности компании за предыдущие годы. Инициатором проверки выступил фонд UCP, владеющий 48 % акций «ВКонтакте». У фонда есть претензии к тому, что Павел Дуров развивает свой личный проект на деньги компании.
20 марта 2014 ВКонтакте появились наборы стикеров, которые можно приобрести и использовать в переписке.
1 апреля Павел Дуров сообщил на своей странице об уходе с поста генерального директора ООО «В Контакте», объяснив это сокращением имеющейся свободы действий, однако затем, 3 апреля, отозвал своё заявление об уходе. Позднее выяснилось, что это не было «первоапрельской шуткой»: 21 апреля владельцы социальной сети «ВКонтакте» удовлетворили прошение об увольнении, которое ранее направил им генеральный директор и основатель сети Дуров.
16 июня появилась возможность включить двухфакторную аутентификацию — это дополнительная защита для страниц пользователей.
18 сентября стало известно о назначении генеральным директором компании «ВКонтакте» Бориса Добродеева.

### 2015 год
Январь 2015 года характеризуется частыми сбоями в социальной сети. 10 января сервис полностью не работал, помимо возможности прослушивания аудиозаписей и рассылки сообщений. Уже 24 января на сайте можно было прослушивать аудиозаписи, об этом в своём Twitter сообщил Георгий Лобушкин, пресс-секретарь ВКонтакте.
В июле компания запустила новый продукт — фотоприложение Snapster, которое по своим функциям напоминает Instagram — сервис, принадлежащий конкуренту ВКонтакте — соцсети Facebook. Через две с половиной недели после запуска Snapster руководство ВКонтакте заблокировало внешние ссылки на Instagram.
18-19 июля 2015 был проведён двухдневный фестиваль «ВКонтакте» (ныне — VKFest). Мероприятие посетили несколько тысяч человек.
4 августа сервис оказался второй раз за неделю недоступен по всему миру. Пресс-секретарь соцсети Георгий Лобушкин сообщил в своём микроблоге в Twitter, что сайт стал недоступен из-за разрыва кабеля между дата-центрами. Позднее в пресс-службе соцсети заявили, что причиной сбоя стало «фатальное стечение ряда обстоятельств».
23 августа администрация «ВКонтакте» в честь Дня Государственного флага Украины изменила логотип сервиса на жёлто-голубое сердечко. Пользователям, указавшим в настройках украинский адрес или использующим сайт на украинском языке, стали доступны подарок и бесплатный набор стикеров.
В сентябре 2015 года представитель «ВКонтакте» Георгий Лобушкин сообщил о запуске нового раздела «Товары ВКонтакте».
В начале ноября 2015 года «ВКонтакте» открыла собственный «онлайн-университет» в Санкт-Петербурге. Основная задача университета — это проведение курсов для будущих программистов, рассчитанных на старшеклассников и студентов вузов.

### 2016 год
В марте 2016 года «ВКонтакте» объявила об обновлении своего фотоприложения Snapster, которое получило название Snapster 2.0. В отличие от своей прежней версии, обновлённая имеет формат «комнаты», где можно публиковать фотографии. «Комната» может быть приватной, личной или публичной.
1 апреля пользователям сайта стал доступен обновлённый дизайн социальной сети. Последняя версия оформления, по мнению авторов, выглядит более современной, функциональной, лаконичной, она содержит больше пространства и обновлённое меню слева; ширина экрана и шрифтов стала больше.
Впервые в истории в 2016 году появилась возможность задать вопросы Президенту Российской Федерации для передачи «Прямая линия с Владимиром Путиным» через «ВКонтакте».
В апреле 2016 года Правительство России открыло официальную страницу в социальной сети.
В апреле Андрей Рогозов, операционный директор «ВКонтакте», объявил, что летом 2016 года планируется запуск приложения для обмена сообщениями.
Также в апреле появилось мобильное приложение с легальной музыкой для устройств Apple.
9 июня 2016 года на всех платформах появилась возможность включить «умную ленту» — алгоритм меняет порядок новостей, отображая интересные записи выше остальных. К концу 2017 года на «умную ленту» перешли 85 % пользователей.
15 июля ВКонтакте полностью легализовала музыкальные композиции. Музыка снова стала доступна на мобильных устройствах с ОС iOS.
20 сентября запустили два новых сервиса — «Денежные переводы», позволяющий совершать денежные переводы между пользователями сайта через личные сообщения, и «Голосовые сообщения», дающий возможность обмениваться аудиосообщениями в личной переписке.
21 сентября было запущено тестирование платформы для игровых онлайн-трансляций «ВКонтакте», которая позволит пользователям транслировать игровой процесс в социальную сеть.
10 октября, в день празднования юбилея сети, было объявлено о совместном проекте сети и «Роскосмоса», который включает создание робота-бота Спотти и его последующую отправку на МКС.
1 октября было запущено приложение-клиент для настольных компьютеров с операционными системами Windows и macOS.
В третьем квартале года Борис Добродеев, генеральный директор «ВКонтакте», занял должность CEO Russia в компании Mail.ru Group. Как следствие — социальная сеть осталась без главного руководителя. Его заменяют операционный директор Андрей Рогозов, продолжающий руководить продуктовым и технологическим развитием, и директор холдинговой компании VK.COM Дмитрий Сергеев, занимающийся бизнес-функциями.
29 декабря были добавлены «Истории». Специальная функция, позволяющая делиться фотографиями и короткими роликами с другими пользователями, не публикуя их на своей странице. Опубликованные истории отображаются над лентой новостей в течение 24 часов после публикации.

### 2017 год
В феврале 2017 должность генерального директора «ВКонтакте» была упразднена, Андрей Рогозов назначен управляющим директором.
12 апреля 2017 всем пользователям и сообществам стала доступна возможность организовывать прямые трансляции на ПК (полной версии «Вконтакте»). Появилась возможность организовывать круглосуточные эфиры, проводить репортажи при помощи специального оборудования, делиться видео с экрана компьютера и др. Ранее создавать прямые трансляции возможно было лишь с помощью приложения «VK Live» на платформах Android и iOS, а в полной версии «ВК» только в закрытом бета-тестировании, и только при игровых стримах.
28 апреля были полностью обновлены аудиозаписи.
16 мая 2017 года президент Украины Пётр Порошенко подписал указ, которым ввёл в действие решение СНБО об обновлении списка санкций против ряда российских компаний, среди которых соцсети «ВКонтакте» и «Одноклассники», компания «Яндекс», электронный почтовый сервис Mail.ru и другие сервисы. Доступ к ним полностью ограничен с 1 июня. Взамен заблокированных сайтов началась разработка украинской соцсети Ukrainians.
30 мая 2017 года в СМИ появились сообщения о закрытии киевского офиса «ВК». В свою очередь, официальные представители «ВКонтакте» на Украине пока не дали никаких комментариев. 16 июня эти сообщения подтвердились.
13 июня обновлены «Истории». Добавлены интерактивные виртуальные маски, которые можно накладывать на лицо в реальном времени.
В июне 2017 года для пользователей «ВКонтакте» разработали новый сервис. Он создан для администраторов сообществ соцсети, занимающихся распространением видеоконтента. Как обещают разработчики, после регистрации на сайте Ruform администраторам пабликов станет доступен плеер Pladform. Руководителям групп предоставили возможность выбирать из каталога понравившиеся видео, доступные для монетизации, размещать их в своих сообществах и легально получать деньги за просмотры пользователями.
В сентябре 2017 года из-за распространяющейся в социальной сети игры «Синий кит» «ВКонтакте» была заблокирована на территории Индии.
26 сентября 2017 года в iOS и Android версии «ВКонтакте» был полностью изменён дизайн. Разработчики назвали данное обновление самым масштабным за последние три года (с 2014).
26 сентября 2017 года на VK Media Day «ВКонтакте» объявила о запуске новой механики поиска и поддержки интересных авторов и сообществ — «Прометей». Он награждает страницы специальной меткой — «огнём», что даёт автору повышенные охваты в разделе «Рекомендации».
1 октября 2017 года руководство ввело ограничение на бесплатное прослушивание музыки в приложениях на Android и iOS-устройствах: не более часа в сутки. Для снятия ограничения требуется подписка. Планируется сокращение времени прослушивания до 30 минут в сутки.
С 1 ноября время прослушивания сократилось до 30 минут в сутки.
5 декабря в мобильных версиях появился полный центр поддержки пользователей, а также улучшенный просмотр трансляций.

### 2018 год
23 января заработал редактор статей. Новый формат позволяет делиться объёмными публикациями с текстом, фото, аудио, видео и анимациями в аккуратной вёрстке.
16 февраля «Истории» стали доступны не только пользователям, но и сообществам. На первом этапе истории могут загружать только верифицированные сообщества и группы, отмеченные огнём «Прометея».
28 февраля появилась возможность собирать деньги на совместные покупки: в беседах появились денежные переводы. Любой участник переписки может начать сбор и указать необходимую сумму. Система автоматически поделит её на число остальных участников беседы и предложит рекомендуемый размер перевода. Также доступно создание запроса без ограничения по сумме сбора.
14 марта ВКонтакте совместно с Творческой лабораторией Ивана Урганта запустил онлайн-викторину «Клевер».
23 марта заработал официальный онлайн-магазин одежды и сувениров ВКонтакте — VK Shop.
9 апреля было объявлено, что раздел «Рекомендации» собрал 1 миллиард просмотров в сутки.
13 апреля ВКонтакте объявила о поддержке авторов Telegram-каналов. В рамках запущенной программы авторы каналов, аудитория которых превышает 1000 подписчиков, получили бесплатное продвижение через рекламу ВКонтакте.
С 13 по 14 апреля по случаю «Тотального диктанта» ВКонтакте провела онлайн-ликбез: в записях и комментариях можно было проверить орфографию. Красным цветом система подсвечивала распространённые ошибки, подсказывала нужное правило и предлагала поучаствовать в «Тотальном диктанте».
26 апреля появилось управление в беседах. Создатель чата может назначать администраторов и менять уровни доступа: кто может приглашать и исключать участников, редактировать название и другое. В этот же день был увеличен лимит участников беседы до 500 человек.
28 апреля были запущены защищённые голосовые и видеозвонки в мобильных приложениях. Безопасность вызовов обеспечивает сквозное шифрование (end-to-end encryption). В день запуска звонков ВКонтакте предложила поздравить друзей, которые отмечают день рождения. 11 мая функция стала доступна всем пользователям.
1 июня заработал алгоритм защиты уникального контента — Немезида. Каждый пользователь может пожаловаться на неоригинальный контент через специальную форму. Кроме того, искусственный интеллект в автоматическом режиме ищет повторяющиеся публикации и отправляет жалобы команде модераторов.
8 июня появилась возможность отключать комментарии к отдельным записям. Новая функция доступна для записей на личных страницах и в сообществах, в том числе для опубликованных ранее.
25 июня кардинально изменились опросы. Теперь можно добавлять уникальный фон, указывать время жизни опроса, выбирать сразу несколько вариантов ответа и запускать голосования в беседах.
27 июня 2018 компания запускает платёжную платформу VK Pay. С её помощью можно оплачивать товары и услуги прямо ВКонтакте — например, те, что предлагают сообщества.
13 августа гендиректор соцсети Андрей Рогозов анонсировал введение новой функции приватности, позволяющей пользователям максимально скрыть свой профиль, оставив открытым только для друзей. Также Рогозов отметил, что нововведение связано с ростом числа уголовных дел за публикации в интернете (перепосты). Нововведение вступило в силу 31 августа 2018 г.
15 августа в музыкальном разделе была добавлена возможность поиска артиста в специальной карточке, которая содержит альбомы и популярные песни музыканта.
21 августа 2018 ВКонтакте представляет VK Apps — платформу, которая позволяет использовать дополнительные сервисы внутри мобильного приложения VK: вызвать такси, заказать еду или рассчитать стоимость ОСАГО. Создать свой сервис на платформе бесплатно может любой разработчик. В 2019 году платформа переименована в VK Mini Apps.
31 августа 2018 проводится реформа приватности: теперь можно сделать свой профиль полностью закрытым для незнакомцев и открытым только для друзей.
17 октября 2018 в приложении для iOS появляется тёмная тема.
В декабре «ВКонтакте» тестирует собственный мобильный мессенджер VK Me. Мессенджер соцсети будет доступен для iOS и Android. Его запустили как отдельное приложение без привязки к профилю, в нём можно обмениваться сообщениями и контактами из телефонной книги, совершать голосовые и видеозвонки, отправлять любые файлы, делиться геолокацией, переводить деньги. Пока приложение запущено только в Казахстане.
13 декабря 2018 года соцсеть «ВКонтакте» сделала возможность в мобильном приложении оформлять живые обложки. Обложка может иметь до 5 фото или небольших видео. Они автоматически меняют друг друга, поэтому можно рассказать целую историю.

### 2019 год
28 января 2019 года «ВКонтакте» предоставила возможность архивировать записи.
30 января 2019 ВКонтакте запускает программу региональных представителей. Они общаются с местными авторами контента и СМИ, а также поддерживают интересные проекты. За год открыли представительства в Екатеринбурге, Казани, Нижнем Новгороде и Казахстане.
12 февраля 2019 года. Сообщества во «ВКонтакте» теперь могут размещать свою рекламу в «Историях». Рекламные истории помечаются специальной пометкой «Реклама».
27 февраля 2019 года «ВКонтакте» завершила бета-тестирование защищённых голосовых и видеозвонков в десктопном VK Messenger и представила официальную версию приложения.
В феврале 2019 года «ВКонтакте» начала продавать товары с AliExpress.
1 апреля соцсеть запустила внутреннюю валюту VK Coin, которая была доступна для заработка на протяжении 10 дней.
В конце апреля 2019 года «ВКонтакте» представила нейросеть, создающую новостные заголовки на основе текстов «РИА Новости».
В мае 2019 года «Вконтакте» начала эксперимент по отключению личных сообщений для части пользователей в Казахстане. Пользователям предлагается общаться в мессенджере VK Me.
21 мая 2019 года «Вконтакте» запустила платформу «Биржа авторов», где можно найти музыкантов, художников, дизайнеров, мастеров мемов и копирайтеров.
19 июля 2019 года доступ к «ВКонтакте» для украинских пользователей был разблокирован некоторыми украинскими интернет-провайдерами.
9 октября 2019 года Mail.ru Group, «МегаФон», USM, РФПИ и Ant Group объявили о создании на базе VK Pay совместной платёжной системы для российского рынка.
17 октября 2019 масштабно обновлён дизайн мобильного приложения. Во второй вкладке объединились все ключевые сервисы суперприложения.
28 октября администрация сайта возобновила работу раздела «Аудиозаписи» для старых версий приложения. В версии 4.8.3 в музыкальном разделе появилась реклама, однако сохранена возможность добавления музыки в кэш без приложения «Boom».

### 2020 год
5 февраля 2020 года ВКонтакте объединил сервисы денежных переводов: с карты на карту и между счетами VK Pay. Объединённая система автоматически выбирает и предлагает пользователю подходящий способ перевода в зависимости от суммы, платёжной системы карты, лимитов и наличия кошелька VK Pay.
13 февраля 2020 ВКонтакте открывает офис в бизнес-центре «У Красного моста».
18 мая 2020 в VK появляются групповые видеозвонки. В сентябре ВКонтакте представляет обновление: в звонке теперь можно собирать 128 участников, присоединиться к разговору получится без профиля в соцсети, без лимитов по времени.
В июне 2020 «Вконтакте» запустила платформу «Клипы», которую тут же назвали[кто?] «русским TikTok» из-за схожести идей и функционала. На развитие и продвижение данной платформы руководство компании выделяет более 1 млрд рублей. По отчётам компании, в день примерно 7 миллионов пользователей используют Клипы.
4 июня запустили «ВК Клипы» — это бесконечная лента коротких вертикальных видео. Одна из ключевых особенностей съёмки клипов — управление с помощью AR-механик. Начать запись ролика или включить эффект можно специальными жестами. За первый месяц клипы собрали больше 3 млрд просмотров.
9 июня «ВКонтакте» анонсировала новую функцию — распознавание и расшифровка голосовых сообщений длительностью до 30 секунд.
17 июня 2020 представлен проект VK Connect — единая учётная запись, которая позволяет максимально просто регистрироваться в сервисах Mail.ru Group и авторизовываться в них.
13 сентября мобильное приложение «Вконтакте» в обход блокировок украинскими интернет-провайдерами возобновило работу на территории Украины с помощью встроенного в приложение прокси.
23 сентября 2020 ВКонтакте представляет единую подписку VK Combo: в ней собраны подписка на Музыку ВКонтакте, а также скидки на такси, доставку еды и другие сервисы партнёров. VK Combo стала одной из самых выгодных подписок в России. Она стоит 169 рублей в месяц.
10 октября 2020 года соцсеть начала менять дизайн главной страницы. В частности, обновилось лого и шапка сайта, стал использоваться собственный шрифт — VK Sans. Новый дизайн могут включить только первые 100 тысяч пользователей, в настройках профиля. Постепенно новый дизайн появится у всех пользователей социальной сети. В середине декабря 2020 года новый дизайн стал доступен всем пользователям платформы.
29 октября 2020 года VK Pay совместно с Банком Хоум Кредит запустил рассрочку прямо внутри ВКонтакте. В неё пользователи платёжного сервиса можно приобрести как товары и услуги внутри социальной сети, в мини-приложении AliExpress, а также на сайтах магазинов-партнёров.
31 декабря 2020 года количество клиентов платёжного сервиса VK Pay превысило 16 млн человек.

### 2021 год
9 февраля 2021 года ВКонтакте внедрила в сервис видеозвонков технологию интеллектуального шумоподавления.

12 февраля 2021 года Mail.ru Group, «МегаФон», USM, РФПИ и Ant Group подписали обязывающие документы о создании на базе VK Pay совместной платёжной системы для российского рынка.
3 марта 2021 года платёжный сервис VK Pay запустил бесплатную виртуальную карту платёжной системы Visa и собственную бонусную программу с кешбэком от 2 % за все оплаченные через него покупки.
5 марта ВКонтакте представил трибьют-альбом «Я — голос ваш», посвящённый Анне Ахматовой.
9 марта 2021 года Бизнес ВКонтакте и Mail.ru Group представили единую платформу электронной коммерции — Мультимаркет.
30 марта 2021 года платёжный сервис VK Pay и Forward Leasing запустили подписку на гаджеты и технику «Владей».
1 апреля 2021 года ВКонтакте обновила приложение для iPad. На планшетах снова можно слушать музыку, звонить друзьям и отправлять голосовые сообщения, смотреть клипы, истории и другие видео. Приложение теперь будет обновляться одновременно с мобильным: оно универсальное для iPhone и iPad и адаптируется под большой экран.
Марина Краснова присоединилась к команде в ноябре 2019 года, в роли директора по продукту. С 30 марта 2021 года Марина Краснова взяла на себя роль CEO «ВКонтакте», а также продолжит развивать единую платформу видео и звонков Mail.ru Group.
26 апреля ВКонтакте запустили мини-приложение «Занимариум», которое поможет родителям увлечь своих детей дошкольного возраста с пользой для их развития.
ВКонтакте анонсировала бесплатные групповые видеозвонки на 2048 человек одновременно. Об этом 17 мая 2021 года объявил технический директор ВКонтакте Александр Тоболь на конференции Highload++.
ВКонтакте запустился сервис аренды электросамокатов «Прокат ВКонтакте». С его помощью пользователь сможет арендовать электросамокаты в городе, а также оплачивать поездки в соцсети. Прокат ВКонтакте запущен сервисом городской мобильности Ситимобил совместно с VK, первым партнёром выступил кикшеринг Urent.
25 мая ВКонтакте представил сервис «Питомцы», который поможет заботиться о домашних животных. Пользователи смогут завести паспорта своих любимцев, а также начать следить за графиком их вакцинации прямо в VK.
26 мая ВКонтакте добавила в приложение голосового помощника Марусю: например, с помощью команд можно включить любимую песню, подкаст, найти пользователя или сообщество, позвонить кому-то из друзей.
7 июня Клипам ВКонтакте исполнился год. Сервис коротких вертикальных видео беспрерывно растёт: недавно число ежедневных просмотров клипов достигло отметки в 300 млн — в 3 раза больше, чем в первые сутки работы раздела.
9 июня 2021 года VK Pay привлёк в качестве партнёра ВТБ, который предложит клиентам платёжного сервиса новый для себя продукт — рассрочку.
1 июля 2021 года число клиентов платёжного сервиса VK Pay превысило 18 миллионов человек.
30 августа 2021 года обновлён музыкальный раздел. Введена единая подписка VK Combo за 75 рублей в месяц для новых пользователей. Добавлена возможность скачивания музыки внутри мобильного приложения. Кроме того, пользователи без подписки теперь не смогут прослушивать музыку в фоновом режиме.
15 октября был обновлён раздел VK Видео. Он объединил на новой видео витрине ролики и трансляции из ВКонтакте, Одноклассников и других платформ.
27 октября компания глобально обновила мобильное приложение, тем самым, представив версию 7.0. Новое изменение предлагает пользователям сервисы на основе интересов и активности, ещё одним нововведением является боковое меню.

### 2022 год
2-6 января ВКонтакте провела первый зимний VK Fest онлайн, который длился пять дней и собрал 33 млн уникальных зрителей.
19 января ВКонтакте собрала с пользователями 29 млн рублей во время новогодней акции «Снегопад подарков» для WWF России на проекты по сохранению диких животных.
16 февраля ВКонтакте представила ленту трендов — «Актуальное». Нейросети показывают пользователю главные события дня и самые обсуждаемые тренды.
21 февраля социальная сеть ВКонтакте запустила автоматический определитель номеров на основе интеллектуальных алгоритмов и Big Data.
9 марта ВКонтакте объявила о крупнейшей программе поддержки блогеров в истории компании. Авторы получат 100 % дохода за показы рекламы.
10 марта ВКонтакте отметила стремительный рост активности на площадке. Более 1,75 млрд просмотров видео и 600 млн клипов в сутки.
11 марта «Клипы ВКонтакте» запустили программу поддержки авторов с общим бюджетом 100 миллионов рублей.
За период с 11 по 17 марта более 300 тысяч новых предпринимателей начали вести своё дело ВКонтакте и тестировать инструменты для запуска бизнеса в соцсети.
С 1 февраля по 17 марта ВКонтакте возглавила топ соцмедиа по объёму контента и количеству авторов.
22 марта «ВКонтакте» по требованию Генпрокуратуры РФ заблокировала в России страницы Алексея Навального и Ильи Яшина. 26 марта также были ещё заблокированы Михаил Ходорковский, «Медуза», «Медиазона», «Дождь», «Эхо Москвы», «Настоящее время», The Village, TJournal, сообщество «Сталингулаг», Ateo.
24 марта VK Видео запустила приложение для Smart TV: библиотека видеоплатформы доступна бесплатно на больших экранах.
27 марта ВКонтакте установила новые рекорды пользовательской активности — 1,31 млрд просмотров видео и 840 млн просмотров клипов за сутки. По сравнению с февралём просмотры видео выросли на 28 %, а клипов — сразу на 125 %.
1 апреля VK Музыка запустила новый алгоритм рекомендаций с плейлистами от людей с похожими вкусами.
4 апреля социальная сеть установила новый рекорд посещаемости — активная месячная аудитория ВКонтакте превысила 100 млн. Клипы ВКонтакте также демонстрируют новый рекорд — свыше 1 млрд просмотра клипов в сутки.
7 апреля VK Видео внедрила технологию мгновенной обработки роликов — контент доступен пользователям сразу после загрузки на платформу.
13 апреля VK Видео запустила функцию автоматического повышения разрешения и частоты кадров до 60 FPS в роликах.
15 апреля платформа безлимитных видеоконференций VK Звонки представила отдельное приложение для мобильных устройств на iOS и Android, а также отдельную веб-версию для компьютеров.
18 апреля ВКонтакте запустила масштабную программу поддержки авторов из других площадок — они получат бесплатное продвижение на платформе.
25 апреля ВКонтакте запустила тёмную тему в версии для компьютеров — на сайте vk.com.
11 мая ВКонтакте запустила отдельное мобильное приложение VK Клипы — с новой камерой 60 FPS, качеством Full HD и поддержкой видео до 180 секунд.
13 мая ВКонтакте открыла технологии видеоплатформы VK Video и доступ к её инфраструктуре разработчикам IT-сервисов.
17 мая социальная сеть запустила отдельное мобильное приложение для общения — VK Мессенджер. Приложение уже доступно для iOS и Android.
16 августа ВКонтакте запустила моментальный перевод текста в чатах с русского на английский, испанский, португальский и наоборот.
6 сентября VK совместно с Яндексом запустила бета-версию портала dzen.ru. 12 сентября после закрытия сделки с Яндексом туда переехали сервисы Яндекс. Дзен и Яндекс. Новости.
25 сентября Apple заблокировала приложения ВКонтакте в App Store. 13 октября приложения вернулись обратно.
27 сентября холдинг VK продал игровое подразделение My.Games основателю и управляющему партнёру венчурного фонда Leta Capital Александру Чачаве за $642 млн.

### 2023 год
7 февраля пользователи в некоторых регионах испытывали краткосрочные затруднения с загрузкой социальной сети.
13 февраля совет директоров VK Company Limited вынес положительное решение о возможности переноса юрисдикции компании с Британских Виргинских Островов в Калининградскую область, поскольку основное количество активов расположено и приносит выручку в России, а в связи с увеличением количества держателей её акций среди граждан этой страны. При выходе из офшорной юрисдикции VK, согласно российскому законодательству, становится международной публичной компанией и сможет продолжить свою работу в качестве юрлица в России.
15 февраля «ВКонтакте» представила пользователям возможность подтвердить подлинность данных своего аккаунта через «Госуслуги» и Tinkoff ID, получив галочку в своём профиле рядом с именем и фамилией.
В июне VK запустила в тестовом режиме для части пользователей сервис OnePass для входа в аккаунт с помощью Touch ID и Face ID. В течение лета компания планирует предоставить доступ к сервису всем пользователям.
10 октября 2023 года VK объявила о назначении Артемия Лебедева на должность директора по дизайну «ВКонтакте», где Лебедев будет управлять дизайном продуктов социальной сети и формировать подходы к работе над пользовательским интерфейсом.

### 2024 год
18 сентября VK объявила о запуске платформы VK AdBlogger, предназначенной для взаимодействия авторов и бизнеса. Платформа поддерживает нативную рекламу в VK Клипах, в будущем будет доступно размещение рекламы в VK Видео.
19 сентября пользователям стал доступен новый интерфейс VK Мессенджера в веб-версии соцсети, в котором упрощена навигация и доступны папки с чатами.
17 октября VK объявила, что в видеосервисе VK видео появился детский режим для просмотра только обучающего и развлекательного контента. Для детей от 0 до 12 лет библиотека контента подобрана вручную, а также предусмотрен безопасный поиск по заранее размеченной базе.
28 ноября начались продажи новой флагманской колонки «VK Капсула Про» с интегрированным голосовым помощником «Маруся». Устройство обладает мощностью 65 Вт, оснащено большим сенсорным экраном и поддерживает технологию пространственного звучания.
В декабре 2024 года, по данным исследовательского агентства Mediaskope, месячный охват Вконтакте составил почти 92 млн человек, что впервые превысило аналогичный показатель YouTube на территории России.

### 2025 год
С декабря 2024 по январь 2025 года вышел ряд обновлений, встретивших неоднозначную реакцию со стороны пользователей. Новый дизайн затронул, как мобильную версию, так и версию для PC. Изменения затронули внешний вид новостной ленты, отображение индикаторов времени. Некоторые сленговые выражения были заменены, например, отметка «Нравится» переименована в «Лайк».
В феврале 2025 года была представлена новая программа монетизации для начинающих авторов. Задача проекта помочь активным пользователям с маленьким количеством подписчиков зарабатывать на платформе. Название инициативы — «Фонд Оригинальных Авторов».

## Владельцы
Первыми инвесторами проекта выступили одноклассник Дурова Вячеслав Мирилашвили, который занял 30 тысяч долларов у своего отца-миллиардера на создание российской соцсети, а также однокурсник Мирилашвили Лев Левиев. Они же рассказали Дурову о соцсети Facebook. Генеральным директором компании был назначен Дуров, Левиев стал исполнительным директором, а доли распределились следующим образом: семья Мирилашвили (70 %), Павел Дуров (20 %), Лев Левиев (10 %).
В 2007 году инвесткомпания Digital Sky Technologies под управлением Юрия Мильнера приобрела у акционеров «ВКонтакте» 24,99 % акций за $16,3 млн. В ходе подготовки к IPO в сентябре 2010 года DST разделила международные и российские активы: первые составили фонд DST Global, вторые, в числе которых пакет «ВКонтакте» и конкурирующая соцсеть «Одноклассники», оказались объединены в Mail.ru Group (MRG). Часть вырученных средств от продажи 17 % Mail.ru Group на Лондонской фондовой бирже осенью 2010 были направлены на покупку дополнительных 7,5 % «ВКонтакте» за $112,5 млн.
Руководитель Mail.ru Group Дмитрий Гришин хотел в перспективе получить 100-процентный контроль над «ВКонтакте» и обсуждали с акционерами выкуп их долей из оценки всей компании в $2-3 млрд. Летом 2011 Левиев и Мирилашвили были готовы принять в оплату принадлежащие Mail.ru Group акции Facebook, Groupon и Zynga, но сделка не состоялась из-за нежелания Дурова заключать её на условиях MRG. Позднее сооснователи рассматривали IPO как альтернативную модель «выхода» для инвесторов. После реализации второго опциона в 7,44 % в июле 2011 года за $111,7 млн Mail.ru Group собрала 39,99 % компании, а пакет Мирилашвили и Левиева стал меньше контрольного.
В марте 2012 Дуров «случайно» оказался подключён к переговорам, на которых Мирилашвили и Левиев обсуждали продажу своих долей напрямую основному инвестору Mail.ru Group Алишеру Усманову. В тот же день Дуров удалил страницы первых соинвесторов, перестал выходить с ними на связь и вскоре объявил, что «ВКонтакте» откладывает IPO на неопределённое будущее. В мае того же года Усманов передал Дурову право распоряжаться голосами Mail.ru Group. В сочетании с личным 12-процентным пакетом Дурова это давало ему 52 % голосов и контроль над компанией.
В апреле 2013 года инвестиционный фонд United Capital Partners (UCP) выкупил доли семьи Мирилашвили (40 %) и Льва Левиева (8 %), таким образом став крупнейшим акционером. Сумма покупки официально не называлась, однако источник российского Forbes говорил об оценке всей соцсети в 1,75 миллиарда долларов и объёме сделки в 840 миллионов долларов. Павел Дуров первоначально обещал оспорить правомерность сделки, однако воздержался от судебных претензий.
В августе 2013 года между UCP и Павлом Дуровым начался акционерный конфликт. UCP указывал на конфликт интересов создателя соцсети и разработку им нового мессенджера Telegram за счёт ресурсов «ВКонтакте». Также фонд обвинял менеджмент компании в выводе средств через сделки с подрядчиками по нерыночным ценам и использование денег компании на личные нужды. В феврале 2014 по требованию UCP внутри «ВКонтакте» началась комплексная проверка экономической деятельности компании за предыдущие годы. Также фонд предъявил претензии в иностранных судах, требуя передачи Telegram в собственность «ВКонтакте». В ответ Дуров подал иск на управляющего партнёра UCP Илью Щербовича, своего бывшего партнёра Илью Перекопского и Акселя Неффа, обвинив их в сговоре и попытке захватить инфраструктурные для Telegram компании Digital Fortress, Telegram и Pictograph. Впоследствии обе стороны отозвали свои иски.
Согласно российскому Forbes, в августе 2013 года Павел Дуров предложил UCP приобрести у него 4 % из имевшихся у него 12 % акций социальной сети, но после отказался от сделки из-за дополнительных условий (не продавать оставшуюся долю до IPO, согласовывать назначения менеджмента и не разрабатывать и не инвестировать в конкурирующие продукты). В декабре 2013 года Дуров, опасаясь стать заложником корпоративного спора UCP и Mail.ru Group, продал весь свой пакет акций гендиректору «МегаФона» Ивану Таврину, как предполагают, за несколько сотен миллионов долларов.
В марте 2014 года Таврин перепродал акции Mail.ru Group, объясняя быстрый выход из акционеров корпоративным конфликтом двух крупнейших акционеров. После этого 1 апреля Дуров уволился с поста генерального директора.
В сентябре 2014 года UCP продала свою долю Mail.Ru Group за 1,47 миллиарда долларов при оценке всей соцсети «ВКонтакте» в 2,917 миллиарда долларов. В результате интернет-холдинг консолидировал 100 % компании.
12 октября 2021 года Mail.ru Group (MRG) объявила о ребрендинге и новом названии — VK, таким образом переняв имя ключевого актива.

## Мероприятия и проекты

### Хакатоны
С 31 октября по 1 ноября 2015 года прошёл первый 24-часовой хакатон, организованный ВКонтакте. Участникам было предложено разработать проекты, объединённые идеей «Упрощайте!». В соревновании за призовой фонд в 300 тысяч рублей участвовали 34 команды.
С 26 по 27 ноября 2016 года прошёл второй хакатон ВКонтакте. Участники разрабатывали проекты для платформы приложений сообществ. В номинации «Выбор разработчиков» выиграл «Поиск пропавших котиков». Призовой фонд составил 300 тысяч рублей.
С 20 по 22 октября 2017 года прошёл третий хакатон ВКонтакте. 320 участников боролись за призовой фонд в размере миллиона рублей. В номинации «Культура» победило приложение для навигации по Эрмитажу.
С 9 по 11 ноября 2018 года VK Hackathon состоялся в Санкт-Петербурге — в Главном штабе Эрмитажа. Под девизом Art of Coding встретились 400 разработчиков из 120 команд, отобранных из более чем 400 заявок. Победители разделили 1,5 миллиона рублей. Гран-при получила команда «Рабочее название». Участники создали приложение VK Apps для доноров крови: личный профиль доноров, карта со станциями переливания крови, лента событий с прошлыми донациями.
С 27 по 29 сентября 2019 года VK Hackathon прошёл в стенах экспозиционного пространства в центре Петербурга — выставочного зала «Манеж» на Исаакиевской площади. У 600 участников было 42 часа, чтобы разработать проекты по шести направлениям: «Путешествия», «Финтех», «Культура», «Медиа», «Благотворительность» и «Технологии». Призовой фонд увеличился до 2 000 000 рублей. В Тюмени и Томске прошли региональные VK Hackathon — эксперимент от Команды ВКонтакте, позволивший объединить локальные IT-комьюнити, решить местные технологические задачи и весело провести время.
С 1 июня по 14 октября 2022 года ВКонтакте совместно с Экосистемой Городских Сервисов «Цифровой Петербург» анонсировали и провели конкурс «Код Петербурга». Более 40 готовых проектов были размещены на платформе ВКонтакте. Всего в «Коде Петербурга» приняли участие 609 независимых программистов из более чем 30 городов. Денежными призами были награждены 20 лучших проектов. Лучшие разработчики разделили призовой фонд в 15 миллионов рублей. Конкурс проводился на основе открытых API городских служб «Цифровой Петербург» и платформы VK Mini Apps.

### Start Fellows
Первый приз получили сервис iBurattino для переноса товаров в сообщество ВКонтакте, Therooms.io для прохода на закрытые вечеринки, музыкальные фестивали, лекции и выставки Москвы и Санкт-Петербурга, агрегатор Handsales для товаров ручной работы из сообществ ВКонтакте, DLVRY — CRM для служб доставки еды и других интернет-магазинов, а также сервис Albato для интеграции между сервисами без помощи разработчика.

### VK Cup
16 июля 2012 года в Санкт-Петербурге прошёл первый VK Cup — чемпионат по программированию среди молодых программистов в возрасте от 13 до 23 лет.
C 24 по 27 июля прошёл второй чемпионат по программированию, организованный ВКонтакте совместно с Codeforces — VK Cup 2015. Победители получили 1 048 576 рублей (все призы связаны с круглыми числами в двоичной системе счисления).
С 1 по 4 июля 2016 года прошёл третий VK Cup — чемпионат по программированию среди молодых программистов. Был разыгран призовой фонд в два с половиной миллиона рублей.
С 8 по 9 июля 2017 года состоялся четвёртый чемпионат по программированию, организованный ВКонтакте совместно с Codeforces, VK Cup 2017. Заявки на участие в турнире подали команды из 52 стран, призовой фонд составил два с половиной миллиона рублей.
С 11 по 12 августа 2018 года прошёл финал VK Cup. 20 команд боролись за победу и призовой фонд в размере 2,5 миллиона рублей. На VK Cup 2018 зарегистрировалось рекордное количество команд — 3279. Это на 553 больше, чем в 2017 году.
С 6 по 16 декабря 2019 года состоялся чемпионат по программированию, организованный ВКонтакте, VK Cup 2019. Общий призовой фонд составил 2 752 512 рублей.

### Music Awards
25 декабря 2017 года состоялась первая церемония награждения музыкальной премии VK Music Awards. Продюсерами VK Music Awards стали Тимур Бекмамбетов и компания «Базелевс», а в качестве ведущего выступил Павел Воля. Церемония награждения прошла в формате онлайн-трансляции. Присоединиться к просмотру мог любой пользователь ВКонтакте. После церемонии начался закрытый концерт в Vegas City Hall — билеты на него разыгрывались в сообществе VK Music. Список из тридцати победителей, которые были определены по количеству прослушиваний во ВКонтакте и в приложении Boom, был опубликован в официальном сообществе премии ВКонтакте и на сайте приложения Boom. Список наиболее прослушиваемых песен возглавили «Розовое вино» (Элджей и Федук), «Ламбада» (T-Fest и Скриптонит) и «Половина моя» (MiyaGi & Andy Panda). На официальных страницах всех победителей премии появились специальные отметки.

### VK Fellowship
В 2018 году «ВКонтакте» открыла приём заявок на стипендиальную программу VK Fellowship для учителей, которые используют в работе собственные курсы обучения основам программирования. На стипендию VK Fellowship претендовали 85 преподавателей.
В 2019 году на стипендию VK Fellowship претендовали 206 преподавателей.
В 2020 году на стипендию VK Fellowship претендовали 72 преподавателя. Размер стипендии в 2020 году составлял 120 тысяч рублей.

### VK Pay
Платёжный сервис VK Pay — часть экосистемы VK, которую развивает Mail.ru Group.
27 июня 2018 года ВКонтакте для продажи и покупки товаров и услуг прямо внутри социальной сети запустил платёжную платформу VK Pay. Её особенность — отсутствие комиссии за ввод, вывод и перевод денежных средств как для покупателей, так и продавцов. Кроме того, бизнес, подключивший VK Pay, получал от социальной сети сертификаты на таргетированную рекламу.
6 июля 2018 года в системе платежей VK Pay в разделе «Добрые дела» можно выбрать понравившуюся некоммерческую организацию и оформить подписку на ежемесячные пожертвования от 10 до 15 000 рублей.
28 октября 2020 года VK Pay запускает рассрочку, с помощью которой можно оплачивать более 100 миллионов товаров в интернет-магазинах в течение 4 месяцев без процентов и комиссий. Взять в рассрочку получится до 300 тысяч рублей — точную сумму подсчитывает банк. Финансовые партнёры: Home Credit Bank (ООО «ХКФ Банк») и МКК «Купи не копи» (ООО)
3 марта 2021 года сервис онлайн-платежей VK Pay (входит в «экосистему» VK) запустил собственную бонусную программу — за все оплаченные через него покупки.
30 марта 2021 года платёжная система VK Pay совместно с Forward Leasing запустили подписочный сервис «Владей», предоставляющий технику по подписке. Пользователи сервиса «Владей» могут получить последние новинки Apple, Samsung, Xbox и других брендов. Финансовые партнёры: Home Credit Bank (ООО «ХКФ Банк») и МКК «Купи не копи» (ООО).
1 июля 2021 года число клиентов платёжного сервиса VK Pay превысило 18 миллионов человек.

### VK Mini Apps
Такси ВКонтакте — сервис, который летом 2019 года представили ВКонтакте и агрегатор Ситимобил. Благодаря интерактивному виджету на второй вкладке приложения пользователи сразу видят, сколько сейчас стоит поездка до мест, которые чаще всего посещают. В 2020-м количество ежемесячных поездок выросло в 140 раз, а в ноябре превысило 4 млн.
21 августа 2019 года ВКонтакте появился сервис AliExpress с полным ассортиментом маркетплейса.
В июле 2020 года ВКонтакте вместе с Delivery Club запустили мини-приложение Еда ВКонтакте. На последний квартал 2020 года к нему подключено свыше 30 тысяч кафе и ресторанов в более чем 200 городах.
18 декабря 2020 года во второй вкладке суперприложения VK появился раздел «Работа» — его запустили при поддержке Worki. Здесь можно найти работу мечты: сервис поможет составить резюме, а алгоритмы предложат самые подходящие вакансии. Позже весь проект Worki сменил брендинг и был переименован в VK Работа.
23 сентября 2020 года ВКонтакте представила платформу «Здоровье». Пользователи могут полноценно следить за самочувствием и улучшать его. Помогают в этом семь сервисов: «Дневник питания», «Шаги», «Водный баланс», «Контроль симптомов», «Дыхание», «Лекарства», трекер «Бросаю курить». На момент последнего квартала 2020 года платформой воспользовались больше 6 млн человек.
ВКонтакте использует VK Mini Apps для реализации своих проектов, но основную часть мини-приложений создают независимые профессиональные разработчики или энтузиасты. Например, учитель школы создал приложение «Умникоины», которое позволяет ученикам обменивать свои учебные оценки из электронных журналов на «умную валюту» и получать за неё ценные наградызы.
В третьем квартале 2020 года количество активных мини-приложений увеличилось на 2000, достигнув 22600. Месячная активная аудитория VK Mini Apps превысила 28 млн (на 68 % больше, чем годом ранее), а дневная выросла на 195 %.
За 2020 год ежемесячная активная аудитория за год выросла на 67 % и в декабре превысила 39 млн человек. Количество сервисов за год выросло на 11 тысяч — и достигло 25 тысяч.

### ВКонтакте для бизнеса
Во время пандемии 24 апреля 2020 года ВКонтакте запустила поддержку малого и среднего бизнеса в связи с режимом самоизоляции. Компания вернула более 25 миллионов рублей на рекламные счета 25 тысяч предпринимателей.
ВКонтакте для бизнеса продлила акцию «Поддержим бизнес» до 31 июля 2020 года. За три месяца в ней приняли участие более 60 тысяч предпринимателей — в общей сложности они получили 150 миллионов рублей на продвижение своего дела.
Платформа запускает новые функции для сообществ. В результате обновлений количество активных сообществ в декабре 2020 года выросло на 23 % год к году. Количество активных рекламодателей ВКонтакте в четвёртом квартале 2020 года выросло на 30 % год к году.

### ВКонтакте с авторами
В 2017 году ВКонтакте запустила программу VK Talents, чтобы помочь авторам проявить себя. Участников программы награждают грантами: 50 тысяч рублей на счёт проекта в приложении «Цели», 100 тысяч рублей на баланс рекламного кабинета ВКонтакте.
1 июня 2018 года во ВКонтакте начал работать специальный алгоритм защиты уникального контента — Немезида. Искусственный интеллект в автоматическом режиме ищет повторяющиеся публикации и отправляет их на рассмотрение специальной команде модераторов.
В 2020 году VK Talents провела 50 конкурсов, выдала 371 приз и 12 ежемесячных грантов по 150 тысяч рублей авторам уникального контента ВКонтакте.
29 июня 2020 года ВКонтакте запустила специализированную платформу VK Donut для того, чтобы авторы могли монетизировать свой контент в сообществах.
По данным ВКонтакте, в соцсети размещают свои работы: 1 600 авторов с миллионной аудиторией; 2 200 авторов с аудиторией > 500 тысяч подписчиков; 19 тысяч авторов с аудиторией > 100 тысяч подписчиков.

### VK Звонки
28 апреля 2018 года в мобильном приложении ВКонтакте для iOS и Android появились голосовые и видеозвонки.
18 мая 2020 ВКонтакте запускает групповые видеозвонки, одновременно общаться в них могут до 8 человек.
3 июня 2020 появилась возможность устраивать видеозвонки и в десктопной версии сайта.
10 сентября 2020 года ВКонтакте запускает видеозвонки на 128 человек и без лимита по времени.
ВКонтакте анонсировала бесплатные групповые видеозвонки на 2048 человек одновременно. Об этом 17 мая 2021 года объявил технический директор ВКонтакте Александр Тоболь на конференции Highload++.

### VK Музыка
По данным 18 июня 2018 года, свыше 1,5 млн человек оформили подписку в музыкальных сервисах VK, OK и BOOM.
За 2019 год, по данным платформы, пользователи прослушали ВКонтакте более 350 лет подкастов.
23 сентября 2020 года подписка VK Combo объединила в себе музыкальную подписку ВКонтакте и BOOM, а также предложения программы лояльности Combo, которую Mail.ru Group запустила в октябре 2019 года.
26 октября 2020 года стало известно, что в музыкальной «экосистеме» Mail.ru Group уже свыше 4 млн пользователей с премиум-доступом к музыке — и ВКонтакте ожидает дальнейшего роста после запуска VK Combo.
В ноябре 2021 года VK запустила мобильное приложение, вобравшее в себя все музыкальные сервисы компании. В нём пользователь получил доступ к медиатеке ВКонтакте и Одноклассники. Музыку можно прослушивать как в онлайн- так и оффлайн-режимах. Кроме того, стал доступен продукт для музыкантов «VK-студия».

### VK Клипы
В июне 2020 года ВКонтакте под руководством Марины Красновой запустили «Клипы» — сервис коротких вертикальных видео с AR-эффектами.
27 июля 2020 года ВКонтакте объединила популярных авторов контента в одном доме. Жить и работать в нём приглашена группа блогеров-миллионников Dream Team House. В общем пространстве они снимают креативные вертикальные видео и публикуют их в «Клипах» ВКонтакте. Постоянно проживают на площадке: Диана Астер, Даня Милохин, Анастасия Усеева, Аня Покров, Артур Бабич и другие блогеры.
21 декабря ВКонтакте организовала офлайн-зону «Клипов» в московском «Авиапарке».
За полгода клипы собрали почти 31 млрд просмотров — их посмотрели 75,6 млн человек, при этом уже сейчас 16 млн человек включают ролики каждый день.
За год аудитория «Клипов» выросла в 2,5 раза: каждый день короткие ролики смотрят 20 млн человек и больше 300 млн раз.

### VK Play
В 2022 году ВКонтакте объявили о запуске облачного игрового сервиса под названием VK Play.
В 2023 году VK Play объявила, что поддержит российских разработчиков выделив 300 млн рублей как и опытным разработчикам, так и инди-студиям.

### VK Знакомства
21 ноября 2021 года во ВКонтакте появился дейтинг-сервис «VK Знакомства». Его особенностями стали возможность отправления анонимной симпатии с помощью кнопки «Симпатия», а также технология поиска пары по похожим музыкальным предпочтениям.
Спустя несколько дней на сервис посыпались жалобы. Пользователи возмущались созданием анкет без их ведома и размещение данных, которые открыто не публиковались в соцсети. В ответ на это VK временно отключил сервис.

### Благотворительность
На протяжении многих лет ВКонтакте уделяет внимание благотворительности. Символ сайта — стилизованное изображение собаки со шрамом — был нарисован Павлом Дуровым в 2011 году на благотворительном аукционе.
19 ноября 2015 года ВКонтакте совместно с фондом WWF выпустила набор стикеров «Редкие животные». При наведении курсора на стикер появляется описание животного и ссылка на специальную страницу на сайте WWF с информацией о способах помощи этому виду животных.
21 марта 2016 года ВКонтакте совместно с благотворительным фондом Downside Up запустила акцию в поддержку людей с синдромом Дауна. В комментариях слово «даун», которое часто используют как оскорбление, становилось ссылкой на специальную страницу фонда, где рассказывали, кто такие люди с синдромом Дауна, и развенчивали распространённые в обществе мифы о них.
16 февраля 2017 года сотрудники ВКонтакте посетили петербургский приют «Помоги другу», чтобы запустить акцию «Стань агентом поддержки — поддержи бездомных животных». В течение трёх месяцев с помощью хештега #ВКДобро пользователи делились историями о помощи животным. В благодарность участники получили 600 тысяч виртуальных подарков.
14 июня 2017 года во Всемирный день донора вместе с проектом DonorSearch ВКонтакте предложила каждому человеку заполнить специальную анкету, указать свою группу крови и резус-фактор, чтобы найти «друзей по крови». Вдобавок появилась возможность зарегистрироваться в качестве потенциального донора крови. В акции приняли участие четыре с половиной миллиона человек.
31 октября 2017 года ВКонтакте провела аукцион VK for Good, на котором благотворительные фонды получили 972 часа digital-услуг от интерактивных агентств.
В 2018 году ВКонтакте присоединилась к проекту портала «Такие дела» и благотворительного фонда «Нужна помощь», которые создали интерактивный фильм «Всё сложно». Это история молодой девушки с ВИЧ-положительным статусом. В благотворительном проекте поучаствовали российские актёры: Чулпан Хаматова, Алёна Бабенко, Денис Шведов, Юлия Ауг и другие.
ВКонтакте и сообщество DonorSearch.org вместе создают спецпроекты ко Всемирному дню донора. В 2018 году ВКонтакте появилось тематическое приложение, которое определяло личного патронуса — тотемное животное — по группе крови и резус-фактору. Данные заносились в базу доноров.
2 апреля 2018 года ВКонтакте, благотворительный фонд «Выход» и музыкант Баста запустили проект, посвящённый Всемирному дню распространения информации о проблеме аутизма.
11 апреля 2019 года герой анимированных стикеров, задорный бурундук Квип, рассказал пользователям о жизни людей с нарушениями слуха. Обладатели стикерпака научились простым словам и фразам на языке жестов: «Спасибо», «Привет», «Нужна помощь?», «Я только учусь» и другие.
К Международному дню глухих в «Клипах» ВКонтакте подготовили AR-викторину. Пользователи отвечали на вопросы с помощью жестов, а после проверяли результаты теста в статье и ближе знакомились с жестовым языком и особенностями слабослышащих людей.
Во Всемирный день сердца ВКонтакте преобразили музыкальный плеер в мобильном приложении VK: полоса перемотки аудиозаписи превратилась в кардиограмму, а на обложке песен появилась специальная кнопка. По её нажатию появлялись рекомендации ВОЗ о здоровье, а также информация о благотворительном фонде «Детские сердца».

## Награды
2018 год, «Медиалогия» — номинация «Инфоповод года». Инфоповод «Третьяковская галерея и „ВКонтакте“ запускают виртуальные экскурсии» вошёл в число лучших за 2017 год.
2019 год, «Медиалогия» — номинация «Инфоповод года». Среди лучших инфоповодов года стал запуск функции по борьбе с оскорблениями в комментариях.
2019 год Proba Awards — номинация Digital & Social Media. Победило шоу «МКС на связи», созданное командой ВКонтакте при поддержке Роскосмоса.
2020 год Proba Awards 2020; победителем стал проект «Hermitage Online x ВКонтакте», в рамках которого в социальной сети транслировались онлайн-экскурсии по музею.
2020 год Премия «Культура онлайн 2020»; Третье место: «Марафон искусства», который дал возможность зрителям первыми увидеть премьерные показы из любой точки России.
2020 год Медиалогия — номинация «Инфоповод года»; инфоповод «ВКонтакте отметил День театра показом спектаклей в режиме онлайн» вошёл в число лучших PR-кейсов отрасли за 2020 год.
2020 год Премия «Интермузей 2020» — номинация «Лучший образовательно-просветительский проект»; ВКонтакте и Музей Космонавтики получают гран-при с проектом «МКС на связи» — первым в мире космическим шоу, где приглашённые звёзды звонят на Международную космическую станцию и общаются с космонавтами.

## Функциональность
Пользователям «ВКонтакте» доступен характерный для многих социальных сетей набор возможностей: создание профиля с информацией о себе, производство и распространение контента, гибкое управление настройками доступа, взаимодействие с другими пользователями приватно (через личные сообщения) и публично (с помощью записей на «стене», а также через механизм групп и встреч), отслеживание через ленту новостей активности друзей и сообществ.
Кроме возможности писать сообщения, пользователь может оставлять комментарии под уже опубликованным контентом (если автор такового не запретил данную функцию).
К своим сообщениям можно «прикреплять» фотографии, аудиозаписи и видеозаписи (в том числе и полнометражные фильмы), документы и опросы.
Возможность загружать на сайт собственные записи и использовать файлы, загруженные другими пользователями, делает «ВКонтакте» одним из крупнейших медиаархивов Рунета. Из всех имеющихся на сайте файлов пользователь может создавать в своём профиле личную коллекцию записей, при желании группируя их в отдельные альбомы. При этом введено предельное количество для одного альбома — 10 000 изображений.
«ВКонтакте» предлагает сторонним ресурсам использовать специально разработанные инструменты для глубокой интеграции с социальной сетью — виджеты. Эти решения позволяют встраивать в сайты систему комментариев для пользователей, сообщества, систему опросов, а также возможность легко поделиться ссылкой на материал с другими пользователями и авторизоваться на сайте.
Присутствует функция повышения приватности страницы, когда весь контент, размещённый на ней, становится доступен только для друзей. Аккаунт консервируется в том виде, в котором он был на момент последнего входа.
Интерфейс «ВКонтакте» доступен на 86 языках. В качестве альтернативных предлагаются (имеется в виду стиль представления) «Советский» и «Дореволюціонный».
У сайта имеется мобильная версия, расположенная по адресу m.vk.com. У некоторых мобильных операторов доступна «бесплатная» (без оплаты трафика) мобильная версия — 0.vk.com (облегчённая версия без доступа к видео, аудио и фото).
Также есть приложения «ВКонтакте» на различных платформах (iOS, Android (для комфортной работы необходимо иметь, как минимум 1-2 ГБ ОЗУ), Windows Phone).
С апреля 2010 по 15 августа 2011 года работала Merchant API — электронная платёжная система ВКонтакте.
С 9 июня 2020 года ВКонтакте можно расшифровывать голосовые сообщения. За распознавание речи отвечает новая нейросеть, созданная командой ВКонтакте. Функция работает в мобильном приложении VK. Распознавать можно как полученные, так и отправленные голосовые сообщения длительностью до 2 минут — это 99 % от всех аудио, которые записывают при общении ВКонтакте.
1 апреля 2021 года ВКонтакте обновила приложение для iPad. На планшетах снова можно слушать музыку, звонить друзьям и отправлять голосовые сообщения, смотреть клипы, истории и другие видео. Приложение теперь будет обновляться одновременно с мобильным: оно универсальное для iPhone и iPad и адаптируется под большой экран.

## Критика
Часто «ВКонтакте» называют клоном Facebook. Павел Дуров в ответ на обвинения утверждал, что действительно впервые ознакомился с принципами социальной сети на примере Facebook, но реализация сайта потребовала адаптации концепции под российскую систему образования, а также написания собственного программного кода. Схожесть дизайна объясняется использованием открытой концепции стилей, описанной, в частности, в книге «The CSS Anthology: 101 Essential — Tips, Tricks & Hacks». Кроме того, в ответ на критику создатели заявляют, что некоторые идеи и механизмы, используемые в социальных сетях, впервые были реализованы именно во «ВКонтакте».
Ряд психологов отмечает появление разновидности интернет-зависимости от виртуального общения в социальных сетях.
В ноябре 2010 года «ВКонтакте» был назван вторым сайтом в списке нелегальных распространителей музыки, опубликованном Американской ассоциацией звукозаписывающих компаний. По заявлению Ассоциации, «эти сайты-мошенники набивают карманы своих операторов (при условии оплаты за трафик), не платя правообладателям контента». Возглавил список китайский поисковик Baidu. К претензиям ассоциации присоединился и Белый дом, включив «ВКонтакте» в список ресурсов, потворствующих пиратству.
1 марта 2011 года власти США обвинили социальную сеть «ВКонтакте» в пиратстве.

По словам авторов документа, социальная сеть «ВКонтакте», «предположительно предоставляет пользователям доступ к материалам с нарушением авторских прав». В ответ на это заявил руководитель пресс-службы Владислав Цыплухин: «Когда нас впервые назвали пиратами в одном из подобных международных отчётов, мы даже не реагировали: отчёт был создан ассоциацией, преследующей свои коммерческие интересы. На этот раз высказываются представители администрации Торгового представительства США, но они далеки от реальности и не знают о наших последних нововведениях в этой области».
В администрации ВКонтакте сообщают, что обеспечивают защиту авторских и смежных прав с помощью технологий цифровых отпечатков (используются копии объекта для поиска совпадений и сравнения контента других пользователей). Кроме того, любой правообладатель может сообщить о нарушении прав через электронную форму vk.com/dmca. ВКонтакте много лет сотрудничает с правообладателями музыкальной продукции, включая Universal Music, Sony Music, Warner Music, The Orchard, Merlin Network, Believe Digital и других, а также с правообладателями видеоконтента — кинокомпаниями и телеканалами. Обладатели прав также могут обращаться к партнёрам ВКонтакте в сфере лицензирования музыки — United Media Agency. 
Отдельные компании блокируют для своих сотрудников доступ с рабочих мест к «ВКонтакте» с целью увеличения производительности труда. Также ограничения на доступ вводились многими учебными заведениями России из-за наличия на сайте порнографических материалов.

### Безопасность
«ВКонтакте», как любая крупная социальная сеть, может служить удобной платформой для мошенников. Так, в рассылаемых вручную письмах или сообщениях в группах пользователям предлагался льготный способ повышения рейтинга через отправку сообщения SMS на определённый короткий номер. Не менее часто письма отправляются всему списку контактов с просьбой отправить сообщение SMS на короткий номер для получения доступа к необходимому сайту, в таком случае рассылка осуществляется через учётные записи пользователей, заразивших компьютеры троянскими программами вроде мобильного трояна Trojan-SMS.J2ME.Konov.b, или сообщивших свой e-mail и пароль фишинговому сайту. Кроме того, мошенники могут получить доступ к компьютеру жертвы, используя такие программы, как Trojan.Win32.Crypt.ey. В 2009 году злоумышленники выложили в открытый доступ пароли к 135 тыс. учётным записям. Данные были собраны с помощью троянской программы для операционной системы Windows.
В ряде случаев пользователи, заразившие компьютер червём Win32.HLLW.AntiDurov, теряли файлы.
Администрация обращает в данном случае внимание на то, что заразиться возможно лишь на внешних сайтах.
Наряду с другими социальными сетями «ВКонтакте» часто называют одним из самых удобных источников для извлечения информации и поиска персональных данных. В частности, банковские агенты используют социальные сети для поиска должников (в 2018 году Национальное бюро кредитных историй договорилось с Mail.ru Group о возможности на платной основе анализировать пребывающие в соцсети профили заёмщиков), а служба судебных приставов рассылает уведомления должникам о возбуждении против них дел. Руководство «ВКонтакте» заявляет, что при выявлении удаляет «коллекторские» учётные записи. Также по запросу удаляют «клонов», порочащих честь и достоинство известных персон. Администрация указывает, что пользователи могут сами решать, какой объём информации о себе раскрывать, а также имеют расширенные возможности по управлению приватностью.
ВКонтакте регулярно обновляет функции для обеспечения безопасности профилей и данных пользователей — подробный список советов опубликован в сообществе «Безопасность», а также в Центре безопасности. ВКонтакте рекомендует пользователям использовать двухфакторную аутентификацию, не устанавливать нелицензионный софт, не использовать непроверенные бесплатные VPN-сервисы и прокси-серверы, не переходить по подозрительным ссылкам и не отправлять персональную информацию незнакомцам.
Пользователи могут пожаловаться на вредоносный контент, и их жалоба будет рассмотрена за несколько секунд. Массовые спам-атаки останавливаются алгоритмами. Работает сразу несколько команд модераторов, которые борются с опасным для пользователей контентом 24/7.
В 2018 году ВКонтакте рассказала в разделе «Защита данных» о том, как именно обрабатывает запросы от правоохранительных органов. Администрация соцсети уточняет, что согласно законам, в частности для российских пользователей — «О полиции», «О Следственном комитете Российской Федерации», «Об оперативно-розыскной деятельности» и другим, у правительственных организаций и судов есть полномочия обращаться в технологические компании за сведениями о пользователях: «Мы рассматриваем запросы, которые предоставлены в письменной форме и соответствуют действующим законам. За непредоставление информации судам и правоохранительным органам по официальным запросам для нас может наступить ответственность, в том числе уголовная. При этом в абсолютном большинстве случаев правоохранительные органы не сообщают нам конкретные обстоятельства дел — такого требования законодательство не содержит».

### DDoS-атаки
Было замечено, что со стороны ВКонтакте осуществлялись DDoS-атаки на сторонние сайты за счёт ресурсов пользователей сайта. Реализовано это было в виде невидимого iframe, ссылавшегося на страницы целевого сайта. Иногда добавлялся код, перезагружавший iframe через промежутки времени.
Ввиду того, что «ВКонтакте» — один из самых посещаемых сайтов в рунете, число запросов на атакуемый сайт становилось равной или многократно превышало число запросов на сам сайт ВКонтакте. Большинство сайтов на такую нагрузку просто не рассчитаны (ввиду экономических соображений), поэтому сайты на время были выведены из строя. В октябре 2008 года был атакован сайт Премии Рунета, а в конце апреля 2012 года DDoS-атака производилась на сайт antigate.com, специализирующийся на расшифровке капчей.

### Сбои в работе
В истории ВКонтакте насчитывается несколько заметных сбоев в работе, в результате которых сайт был недоступен на протяжении нескольких часов. Так, 25 июля 2010 произошёл один из самых продолжительных сбоев: более четырёх часов сайт оставался недоступен из-за отключения электричества в дата-центре. Ещё один сбой имел место 27 июля 2014: тогда в результате аварии в одном из дата-центров сайт также оказался недоступен для пользователей. 4 августа 2015 сайт ВКонтакте оставался недоступным в течение более двух часов. По данным пресс-службы компании, причиной неполадок стал физический разрыв кабеля, соединяющего дата-центры. Позднее было сообщено, что причиной сбоя стало «фатальное стечение ряда обстоятельств». Последний сбой произошёл 4 ноября 2019: на сайте, в пункте «Сообщения» отображался смайлик с текстом «Сообщения приболели.», в мобильной версии сайта информации о сбое не было.
Участившиеся случаи недоступности ВКонтакте привели к популяризации в Твиттере хештега #вкживи.

### Дизайн 2016
17 августа ПК-версия сайта ВКонтакте была полностью переведена на новый дизайн. Работа над редизайном велась на протяжении полутора лет. 1 апреля было запущено публичное тестирование нового дизайна для всех желающих. В течение четырёх с половиной месяцев команда ВКонтакте изучала пожелания пользователей и внесла более 2500 мелких и крупных исправлений. По мнению некоторых пользователей, новый дизайн оказался неудобным, со множеством недоработок. В результате пользователи начали собирать подписи под петицией, с требованием вернуть прежний дизайн сайта (за 3 месяца было собрано около 50 000 подписей). Основатель ВКонтакте Павел Дуров перечислил 7 основных недостатков нового дизайна. По его мнению, редизайн не только не соответствовал современным веб-стандартам, но и снижал удобство использования сайта.
Андрей Рогозов, на тот момент операционный директор «ВКонтакте», ответил записью с семью пунктами с принципиальными улучшениями в новом дизайне. В частности, в обновлённом интерфейсе сообщений пользователи стали отправлять на 6 % больше сообщений, количество отметок «Мне нравится» выросло на 10 %. Также Рогозов отметил полный переход на безопасный зашифрованный протокол HTTPS.
В течение двух последующих после редизайна месяцев «ВКонтакте» поднялся с 21 на 14 место в глобальном рейтинге сайтов, согласно Alexa.

### Цензура
В июле 2023 года межрегиональная группа учёных из Citizen Lab исследовала цензуру в российской социальной сети «ВКонтакте» и оказалось, что доступ к контенту наиболее жёстко ограничен для пользователей из России.

## Судебные иски и дела

### Нарушение авторского права
1 ноября 2008 года ВГТРК подала в Арбитражный суд Санкт-Петербурга и Ленинградской области судебный иск на 3 млн рублей к ООО «В Контакте» за нарушение авторских прав телерадиокомпании в виде незаконного размещения в социальной сети кинофильма «Остров». По ходатайству юристов «ВКонтакте» дело было приостановлено Пресненским районным судом Москвы, возобновлено в 2009 году. В апреле 2010 года суд отклонил иск ВГТРК к социальной сети. Однако 19 июля 2010 г. на «ВКонтакте», арбитражным апелляционным судом Санкт-Петербурга, был наложен штраф в размере 1 млн рублей. Но 18 октября 2010 года было принято окончательное решение по прецедентному делу, косвенно затрагивающему большинство российских пользователей Интернета: Федеральный арбитражный суд Северо-Западного округа поддержал позицию социальной сети, отменив решение апелляционной коллегии и оставив в силе вердикт суда первой инстанции. Попытка ФГУП «ВГТРК» взыскать миллионную компенсацию за нарушение авторских прав на фильм «Охота на пиранью» окончилась неудачно.
В январе 2011 года против одного из пользователей «ВКонтакте» было возбуждено уголовное дело по обвинению в нарушении авторских прав. Это первый случай в истории Рунета, когда обвинение в нарушении авторских прав предъявляется обычному пользователю, а не сайту в целом. По словам представителей Управления «К» — к ним обратился представитель одного из лейблов, сообщив о том, что подсудимый выложил у себя на странице 18 песен в бесплатном доступе и они были скачаны более 200 тысяч раз. Представитель же самого сайта заявил, что никакого оповещения они не получали, и впервые слышат об этом. Также обвинение было подвергнуто ими критике, поскольку скачивание не предусмотрено сайтом и нет доказательств, что именно данный пользователь загрузил их на сайт. Впоследствии представитель «ВКонтакте» выступил с предложением досудебного решения проблемы, а также отметил: «Я не могу ответить на вопрос о том, будем ли мы кого-то защищать. Нам нужны данные о пользователе, чтобы разобраться в ситуации. Сейчас даже защищать некого — воздух». Но в итоге представитель заявителя — лейбла «Никитин» — заявил, что готовятся новые иски к другим пользователям и информация уже передана следственным органам.
В июле того же года подобные претензии к ВКонтакте получили продолжение, на этот раз — в качестве судебного разбирательства с Gala Records и EMI. В ходе судебных прений руководство сайта предоставило представителям лейбла IP-адреса тех пользователей, которые загружали нелицензионные файлы на сайт, и выразили мнение, что нести ответственность должен сам пользователь, а не сайт. В то же время заместитель генерального директора Gala Records/EMI Ольга Ким подтвердила получение адресов, но критически отнеслась к этому решению, заявив, что определить настоящие имена пользователей они не могут.
6 декабря 2012 года Сергей Лазарев написал в Twitter, что собирается подать на «ВКонтакте» в суд за пиратское распространение его творчества. 12 декабря Павел Дуров сообщил также на сайте Twitter, что «культурная ценность аудиозаписей ВКонтакте резко выросла», а при попытке воспроизвести песни Лазарева появляется всплывающее окно, сообщающее, что аудиозапись недоступна.

### Обвинения пользователей в экстремизме
За публикации, репосты, комментарии и отметки «Нравится», размещённые на своих страницах «ВКонтакте», десятки граждан России были приговорены к штрафам, условным срокам и тюремному заключению. Большинство дел против пользователей квалифицируются, как пропаганда экстремизма, ксенофобии и нацизма.
В феврале 2009 года прокуратура Центрального района Санкт-Петербурга обвинила «ВКонтакте» в том, что на сайте размещены материалы, описывающие и пропагандирующие преступную деятельность. Речь шла о «Поваренной книге анархиста», которой в социальной сети была посвящена целая группа со свободным доступом. После вынесенного предупреждения администрация ресурса полностью удалила группу вместе со всем её содержимым.
В марте 2009 года пользователь «ВКонтакте» Вадим Чарушев, известный созданием группы «Галина Старовойтова, ваши идеи живы», был доставлен в психиатрическую больницу, выездное судебное заседание приговорило его к принудительному лечению. По мнению одного из свидетелей, это стало наказанием за высказывание им на сайте своих демократических убеждений. В том же месяце по требованию партии «Яблоко» администрация соцсети заблокировала и удалила более 40 групп, подозреваемых партийцами в разжигании межнациональной розни.
В декабре 2011 года в связи с протестами против фальсификации результатов выборов в Государственную думу Федеральная служба безопасности предложила гендиректору сети Павлу Дурову заблокировать пять сообществ (четыре из которых содержат в названии словосочетание «против „Единой России“») и две «встречи» в сети «ВКонтакте». Дуров отказался это сделать. После этого его повесткой вызвали для дачи объяснений в прокуратуру Санкт-Петербурга.
16 апреля 2014 года Павел Дуров объявил о том, что 13 декабря 2013 года ФСБ требовала от руководства сети передать личную информацию организаторов групп «Евромайдана». Ответив на это отказом, он в итоге был вынужден расстаться со своей долей в компании. По его словам, юрисдикция России не распространяется на украинских пользователей социальной сети «ВКонтакте». Также Дуров отметил, что распространение данных украинских пользователей явилось бы не только нарушением закона, но и преступлением перед миллионами пользователей с Украины.

## Правовое регулирование
В соответствии с «Законом о блогерах» сайт признан организатором распространения информации и 4 сентября 2014 года внесён в соответствующий реестр под номером 4-РР.

### Сотрудничество с правоохранительными органами
В 2018 году в связи с резонансным делом об экстремизме и оскорблении чувств верующих за сохранённые картинки во «ВКонтакте», в СМИ был опубликован перечень данных, которые социальная сеть передаёт правоохранительным органам: адрес личной страницы пользователя, дату создания страницы, номер телефона и адрес электронной почты, все IP-адреса, с которых пользователь заходил на страницу, даты и время заходов на страницу, историю изменений имени пользователя и привязанного к странице номера телефона, историю обращений в службу поддержки «ВКонтакте», а также историю блокировок. В пресс-службе «ВКонтакте» также заявили, что социальная сеть передаёт полиции информацию о группах и пользователях без возбуждения уголовного дела в соответствии с законом.
В октябре 2018 года социальная сеть впервые публично раскрыла процесс обработки запросов от государственных органов.

В марте 2021 года стало известно, что «ВКонтакте» передавала следствию по делу муниципального депутата Юлии Галяминой персональные данные пользователей, которые оставляли комментарии или ставили «лайки» на её странице.
В ответ на это пресс-служба «ВКонтакте» сообщила, что в социальной сети нет функциональности гостей страницы: «Мы не собираем, нигде не отображаем и, соответственно, не передаём такие данные». Там предположили, что следователи могли самостоятельно получить такие данные: «Рассуждая теоретически, следователи могли самостоятельно изучить страницу пользователя. Она не закрыта настройками приватности, поэтому при просмотре страницы можно было определить всех, кто оставил комментарий или отметку „Нравится“, а затем направить в наш адрес официальные запросы в установленном законом порядке уже в отношении этих пользователей. И в таком случае мы также обязаны ответить на запрос, если он соответствует требованиям закона», — уточнили в пресс-службе. 
В апреле 2023 года, на фоне эмиграции из России после российского вторжения на Украину, в компании появился негласный запрет на размещение объявлений о помощи в эмиграции. Так, в одном из отказов говорилось что «недопустима реклама, связанная так или иначе с получением ВНЖ, гражданства в другой стране и так далее…». Представители компании отрицают наличие запрета.

## Сервисы VK
- VK Музыка
- VK Клипы
- VK Видео
- VK Знакомства
- VK Мессенджер